# Constantin Denis Bourbaki
Constantin Denis Bourbaki, (in greco: Διονύσιος Βούρβαχης, "Dionysios Vourvachis") (Cefalonia, 1787 – Kamaterò, 8 febbraio 1827), è stato un generale greco naturalizzato francese.
Ufficiale dell'armata napoleonica, morì combattendo durante la guerra d'indipendenza greca. Fu padre di Charles Denis Bourbaki, generale di Napoleone III.

## Carriera Militare
Suo padre, Konstantinos-Sotirios Vourvachis, proveniva da Creta da dove venne esiliato giungendo a Cefalonia (all'epoca parte dei domini della Repubblica di Venezia) dove appunto nacque Constantin. Allevato poi in Francia, Constantin decise di intraprendere la carriera militare e si diplomò alla scuola militare speciale di Fontainebleau nel 1804, divenendo sottotenente del 6º reggimento di fanteria di linea. Combatté nella Campagna d'Italia (1805) nelle guerre della terza coalizione antinapoleonica e si distinse nella garde royale come aiutante di campo di Giuseppe Bonaparte. Inviato in Spagna nel 1808, divenne capitano della Jeune Garde. Nel 1810, passò all'esercito spagnolo sempre al seguito di Giuseppe Bonaparte, divenuto nel frattempo sovrano iberico, comandando un reggimento in Castiglia; nel 1812 ottenne il grado di tenente colonnello del reggimento straniero dell'esercito spagnolo, durando in carico sino alla dissoluzione del governo napoleonico in Spagna. Reintegrato nell'esercito francese nel 31º reggimento di fanteria di linea, prese parte alla battaglia di Orthez (1814) ed alla Battaglia di Tolosa (1814), fatti d'arme che gli permisero di ottenere la promozione al rango di colonnello.
Posto a mezza paga durante prima Restaurazione, riprese servizio come colonnello nella campagna dei Cento Giorni. Messo nuovamente a mezza paga dopo l'esilio di Napoleone I a Sant'Elena, si ritirò nella sua abitazione francese di Pau durante la seconda Restaurazione borbonica, a cui prestò giuramento nel 1818. Negli anni '20 dell'Ottocento, aderì alla carboneria. Nel 1826, decise di aderire agli indipendentisti greci nella loro guerra d'indipendenza. Venne catturato e decapitato dai turchi l'8 febbraio 1827 dopo la sconfitta nella battaglia di Kamaterò. La sua testa venne mandata a Kioutachis insieme ad altri bottini come trofeo al sultano Mahmud II.